# سمر سلام (2015)
سمر سلام 2015 (بالإنجليزية: SummerSlam)‏ هو عرض مصارعة ترفيهي من إنتاج الدبليو دبليو إي. عُرض يوم 23 أغسطس بطريقة الدفع مقابل المشاهدة وقد استمر لمدة أربع ساعات.

## قائمة المباريات
| الرقم | المباراة                                           | الشرط                              |
| ----- | -------------------------------------------------- | ---------------------------------- |
| 1     | بروك ليسنر ضد أندرتيكر                             | مباراة فردية                       |
| 2     | رايباك ضد بيج شو ضد ذا ميز                         | مباراة تهديد ثلاثي على لقب القارات |
| 3     | براي وايت مع لوك هاربر ضد دين أمبروز مع رومان رينز | مباراة فرق                         |
| 4     | ستيفن أميل مع نيفل ضد ستاردست مع وايد باريت        | مباراة فرق                         |
| 5     | جون سينا ضد سيث رولينز                             | لقب الولايات المتحدة وبطولة العالم |

## روابط خارجية
- سمرسلام على موقع IMDb (الإنجليزية)
- سمرسلام على موقع قاعدة بيانات الفيلم (الإنجليزية)

- موقع سمر سلام الرسمي